# Slatina (Rumänien)
Slatina ist die Kreishauptstadt des Kreises Olt in der Großen Walachei in Rumänien. Die Stadt am Fluss Olt hatte im Jahr 2021 ungefähr 63.500 Einwohner.

## Geschichte
Der Name Slatina stammt vom slawischen Wort Slam-tina ab und bedeutet so viel wie salziges Land, darüber hinaus wird im Lateinischen noch der Begriff Salatina verwendet. Die erste urkundliche Erwähnung der Stadt erfolgte im Jahr 1368, als dort eine Zollstation errichtet wurde.

## Industrie
In der Stadt ist mit der Firma ALRO die größte Aluminiumfabrik von Südosteuropa angesiedelt.
Der Fluss Olt wird nach seinem Austritt aus den Karpaten durch mehrere Staudämme aufgestaut. Bei Slatina befinden sich zwei solcher Stauseen, die der Gewinnung von Strom dienen.

## Partnerstädte
- Ispica, Italien (2003)

## Persönlichkeiten
- Nicolae Titulescu (1882–1941), Staatsmann und Präsident des Völkerbundes
- Aurel Aldea (1887–1949), Generalleutnant im Königreich Rumänien
- Eugène Ionesco (1909–1994), Dramatiker des Absurden Theaters
- Dan Mutașcu (* 1944), Schriftsteller
- Iulian Filipescu (* 1974), Fußballspieler
- Ionel Dănciulescu (* 1976), Fußballspieler
- Romeo Stancu (* 1978), Fußballspieler
- Ovidiu Burcă (* 1980), Fußballspieler
- Răzvan Raț (* 1981), Fußballspieler
- Monica Niculescu (* 1987), Tennisspielerin
- Adriana Crăciun (* 1989), Handballspielerin
- Jo (* 1994), Sängerin und TV-Moderatorin
- Adina Diaconu (* 1999), Tischtennisspielerin
- Diana Lixăndroiu (* 2005), Handballspielerin